# 多機能情報伝達システム
多機能情報伝達システム（英語: Multifunction Information Distribution System, MIDS）は、軍用の無線データ通信システムの1つ。使用周波数はLバンド、時分割多元接続（TDMA）技術を採用しており、高い対電子妨害耐性と秘匿性能を備えている。
従来、統合戦術情報伝達システム（JTIDS）によって運用されてきたリンク 16/TADIL-JやIJMSなどの戦術データ・リンクに対して完全な互換性を持ち、かつ、JTIDSよりも低コスト・低容積・低消費電力の実現を目標として開発された。商用オフザシェルフ化されたオープンアーキテクチャの端末装置である。

## MIDS-LVT
MIDS-LVT（Low Volume Terminal）は、もっとも初期に開発されたMIDS端末のファミリーである。アメリカ軍においてはAN/USQ-140の制式番号が付与されている。
開発は1987年より開始され、当初はアメリカ、イギリス、フランス、西ドイツ、イタリア、スペイン、カナダ、ノルウェーの8ヶ国の共同開発とされていた。しかし冷戦終結後の軍事予算削減に伴い、1990年からはアメリカ、フランス、ドイツ、イタリア、スペインの5ヶ国に体制が縮小されている。開発費は50億ドル、分担比率は、アメリカが41％、フランスが26.5％、イタリアが18％、ドイツが7.5％、スペインが7％とされた。ただし、開発から手を引いた国も、端末の購入には参加している。
開発は、下記の5つのフェーズに分けて計画されていた。
- フェーズI（1987年－1990年） - プロジェクト定義
- フェーズII（1990年－1993年） - 先行生産技術開発（pre-EMD）
- フェーズIII（1994年－2000年） - 生産技術開発（EMD）
- フェーズIV（2000年－2009年） - 製造および支援
- フェーズV（2010年－） - 量産

多国籍の開発であったために要求事項の変更が重なり、低率初期生産（LRIP）の開始が1年遅れることになったが、2007年3月末の時点で既に3,500台の端末が製造されていた。
アメリカのViasat社、DLS社（Data Link Solutions LLC）とヨーロッパのEuroMIDS社の計3社がベンダーとなっている。なお、これらのベンダーのうち、DLS社はBAEシステムズ社とロックウェル・コリンズ社、またEuroMIDS社はドイツのEADS社、フランスのタレス社、スペインのインドラ社、イタリアのセレックス社の4社による、それぞれ合弁事業である。
MIDS-LVTには、基本的に3つのシリーズが存在する。
USQ-140(v)1シリーズ
MIDS-LVT(1)、およびこれを原型として派生した端末で、原則として空軍・海軍向けに用いられる。2つのLRUを基本構成として、さらに2つのLRUを追加することができる。
USQ-140(v)2/11シリーズ
MIDS-LVT(2)、およびこれを原型として派生した端末で、原則として地上部隊・軍用車両向けに用いられる。4つのLRUによって構成される。
USQ-140(v)3シリーズ
USQ-140(v)1シリーズをもとに派生した系列で、MIDS-LVT(3)のみがこれに属している。主としてF-15の近代化改修用として開発されたことから、MIDS-FDL（Fighter Data Link）とも通称されており、USQ-140(v)1シリーズをもとにして、秘匿音声通話機能とTACAN機能については機体固有の端末と連接させることでその機能を省き、また出力も抑えることにより、軽量化を達成した。2つのLRUによって構成される。
| シリーズ | 型式名                               | 諸元                          | 諸元                                              | 諸元          | 機能          | 機能 | 機能  | インターフェース  | インターフェース     | インターフェース                                                    | プラットフォーム例                     |
| シリーズ | 型式名                               | 寸法 [cm] (L×W×H)             | 重量 [kg]                                         | 出力 [ワット] | リンク16 IJMS | 音声 | TACAN | 1553              | X.25                 | イーサネット                                                        | プラットフォーム例                     |
| -------- | ------------------------------------ | ----------------------------- | ------------------------------------------------- | ------------- | ------------- | ---- | ----- | ----------------- | -------------------- | ------------------------------------------------------------------- | -------------------------------------- |
| (v)3     | MIDS-LVT(3) USQ-140(V)3(C)           | 端末: 34×19×19 電源: 34×6×19  | 端末: 16.8 電源: 3.5                              | 50            | ○             |      |       | ○                 |                      |                                                                     | ・F-15 MSIP-2 ・F-15J/DJ J-MSIP ・UCAV |
| (v)1     | MIDS-LVT(1) USQ-140(V)1(C) RT-1840   | 端末: 34×19×19 電源: 34×6×19  | 端末: 22.2 電源: 6.5                              | 200           | ○             | ○    | ○     | ○                 | プラットフォームD    | ・E-2D ・F/A-18 ・ユーロファイター タイフーン ・ダッソー ラファール |                                        |
| (v)1     | MIDS-LVT(4) USQ-140(V)1(C) RT-1841   | 端末: 34×19×19 電源: 34×6×19  | 端末: 22.2 電源: 6.5                              | 200           | ○             | ○    | ○     | ○                 | プラットフォームD    | ・サーブ 39 グリペン ・地上部隊                                     |                                        |
| (v)1     | MIDS-LVT(5) USQ-140(V)5(C) RT-1841   | 端末: 34×19×19 電源: 34×6×19  | 端末: 22.2 電源: 6.5                              | 200           | ○             | ○    |       | ○                 | プラットフォームD    | ・艦艇 ・早期警戒管制機                                             |                                        |
| (v)1     | MIDS-LVT(6) USQ-140(V)1(C) RT-1842   | 端末: 34×19×19 電源: 34×6×19  | 端末: 22.2 電源: 6.5                              | 200           | ○             |      | ○     | ○                 | プラットフォームD    | ・AC-130 ・F-16                                                     |                                        |
| (v)1     | MIDS-LVT(7) USQ-140(V)1(C) RT-1843   | 端末: 34×19×19 電源: 34×6×19  | 端末: 22.2 電源: 6.5                              | 200           | ○             |      | ・B-2 | ○                 | プラットフォームD    |                                                                     |                                        |
| (v)2/11  | MIDS-LVT(2) USQ-140(V)2(C) RT-1785   | 端末: 34×19×19 電源: 63×33×21 | 端末: 17.4 電源: 11.6 冷却装置: 4.6 マウント: 3.1 | 200           | ○             |      | ○     | プラットフォームJ | ・地上部隊、軍用車両 |                                                                     |                                        |
| (v)2/11  | MIDS-LVT(11) USQ-140(V)11(C) RT-1868 | 端末: 34×19×19 電源: 63×33×21 | 端末: 17.4 電源: 11.6 冷却装置: 4.6 マウント: 3.1 | 200           | ○             | ○    | ○     | プラットフォームJ | ・TACP               |                                                                     |                                        |

## MIDS-JTRS
MIDS-LVTのベンダのうち、アメリカ側の2社によって開発されている、より先進的なMIDSがMIDS-JTRSであり、アメリカ軍においてはAN/USQ-190の制式番号が付与されている。これは、MIDSと、アメリカ軍の次世代無線通信システムである統合戦術無線システム（JTRS）を統合する試みであり、MIDS-LVTと同程度の容積・消費電力に押さえつつ、次世代の無線ネットワークとして開発中の広帯域ネットワーク波形（WNW）に対応し、またアメリカ国家安全保障局が開発した新しい暗号方式によるセキュア通信を実現する。このような性格上、MIDS-JTRSは、MIDS-LVTよりもさらに厳格な輸出統制がなされる見込みである。
イーサネットのインターフェースとしては、従来のMIDS-LVTではアタッチメントユニットインターフェイスが使用されていたのに対し、10BASE-Tが用いられている。
2006年11月には、F/A-18Eへの搭載に関する適合性が確認された。